# Великий Ліс (зупинний пункт)
Вели́кий Ліс — пасажирський залізничний зупинний пункт Коростенської дирекції Південно-Західної залізниці розташований на одноколійній, неелектрифікованій лінії Коростень — Олевськ.
Розташований біля села Великий Ліс Лугинського району Житомирської області між станціями Коростень (16 км) та Лугини (4 км).
На зупинному пункті зупиняються приміські поїзди.